# 34138 Frasso Sabino
34138 Frasso Sabino è un asteroide della fascia principale. Scoperto il 25 agosto 2000, presenta un'orbita caratterizzata da un semiasse maggiore pari a 2,5994378 UA e da un'eccentricità di 0,1888191, inclinata di 15,60293° rispetto all'eclittica. È stato scoperto da quattro astrofili.
L'asteroide è dedicato all'omonimo comune italiano sul cui territorio sorge l'osservatorio autore della scoperta dell'asteroide.